# Liste der denkmalgeschützten Objekte in Wernberg (Kärnten)
Die Liste der denkmalgeschützten Objekte in Wernberg enthält die 19 denkmalgeschützten, unbeweglichen Objekte der Gemeinde Wernberg in Kärnten.

## Denkmäler
| Foto |                 | Denkmal                                                                              | Standort                                         | Beschreibung | Metadaten |
| ---- | --------------- | ------------------------------------------------------------------------------------ | ------------------------------------------------ | --- | --- |
| ja   | Datei hochladen | Kath. Filialkirche hl. Stefan und Friedhof HERIS-ID: 53716 Objekt-ID: 61729          | Drauweg 2, in der Nähe Standort KG: Neudorf      | Die Kirche, ein neugotischer Bau mit niedrigerem eingezogenen Chor und getreppten Strebepfeilern, wurde 1877 anstelle einer durch ein Feuer zerstörten, schon 1360 urkundlich erwähnten Kirche errichtet. Sie hat eine Empore mit Kreuzgratgewölbe, einen spitzbogigen Triumphbogen, und einen neugotischen Hochaltar. | BDA-Hist.: Q38058173 Status: § 2a Stand der BDA-Liste: 2025-06-30 Name: Kath. Filialkirche hl. Stefan und Friedhof GstNr.: .111, 1128 Filialkirche hl. Stefan, Föderlach (Wernberg)                  |
| ja   | Datei hochladen | Kath. Filialkirche hll. Peter und Paul HERIS-ID: 58035 Objekt-ID: 68467              | bei Kirchweg 4 Standort KG: Sand                 | Die Kirche ist ein kleiner gotischer Bau, dessen Langhaus später verlängert wurde, mit Vorlaube, Dachreiter und Schindeldach. Die Altäre und die Kanzel stammen etwa von 1700. | BDA-Hist.: Q38080100 Status: § 2a Stand der BDA-Liste: 2025-06-30 Name: Kath. Filialkirche hll. Peter und Paul GstNr.: .65 Filialkirche hll. Peter und Paul, Kantnig                                 |
| ja   | Datei hochladen | Kath. Pfarrkirche hl. Georg, Friedhof und Karner HERIS-ID: 54949 Objekt-ID: 63396    | Sternberg Standort KG: Sand                      | Die Wehrkirche ist ein im Kern romanischer Bau, der im 14. Jahrhundert um einen gotischen Chor mit Strebepfeilern erweitert wurde, 1586 eine Vorhalle mit Renaissancefenster erhielt, und an den in der Barockzeit zwei Kapellen angebaut wurden. Zahlreiche römerzeitliche Steine sind eingemauert. Der rechte Marienaltar, der Altar in der Südkapelle und die Kanzel stammen von Anfang des 18. Jahrhunderts, der Hochaltar und der linke Kreuzaltar von Ende des 18. Jahrhunderts. Bemerkenswert ist der spätgotische Taufstein in der Südkapelle mit Malereien von 1490 am hölzernen Aufsatz. | BDA-Hist.: Q18026896 Status: § 2a Stand der BDA-Liste: 2025-06-30 Name: Kath. Pfarrkirche hl. Georg, Friedhof und Karner GstNr.: .1, 27 Pfarrkirche Heiliger Georg in Sternberg, Wernberg            |
| ja   | Datei hochladen | Burgruine Sternberg HERIS-ID: 36316 Objekt-ID: 35178                                 | Sternberger Straße 17 Standort KG: Sand          | Die Sternberger Burg wurde erstmals zwischen 1170 und 1180 urkundlich erwähnt. Von 1267 an wurde Ulrich von Heunberg als Graf von Sternberg erwähnt. Im Jahr 1329 wurde die Burg an den Grafen Otto von Ortenburg verkauft. Nachdem sein Geschlecht 1418 ausstarb, wurde sie von König Sigismund an Hermann II. von Cilli verliehen. Während des Erbkrieges zwischen Kaiser Friedrich III und den Görzern wurde die Sternberg genauso wie ihre Nachbarburg Hohenwart zerstört. Die Burg wurde von einer in einem unregelmäßigen Sechseck umlaufenden Mauer umgeben. Die Mauerreste sind heute noch bis zu 4 Meter hoch erhalten. An der Ostseite befand sich der vorgelagerte ehemalige Bergfried, dessen Mauern sind bis in Erdgeschoßhöhe sichtbar und bilden den Unterbau eines Wohnhauses. Im Osten befindet sich ein Halsgraben, im Süden die baumhohen Reste eines Turmes aus dem 16. Jahrhundert. Die Gesamtanlage war romanisch. | BDA-Hist.: Q37969619 Status: Bescheid Stand der BDA-Liste: 2025-06-30 Name: Burgruine Sternberg GstNr.: .9, .10, 188/5, 189 Burg Sternberg (Wernberg)                                                |
| ja   | Datei hochladen | Ehem. Pfarrhof HERIS-ID: 36317 Objekt-ID: 35179                                      | Sternberger Straße 40 Standort KG: Sand          | Der ehemalige Pfarrhof am Fuß des Kirchhügels ist ein zweigeschoßiger Bau in verputzten Bruchsteinmauerwerk, der mit einem Walmdach ausgestattet ist. Der runde, südwestliche Eckturm stammt aus dem 16. Jahrhundert und wird von einem Kegel-Pyramidendach bedeckt. Das Gewölbe im Erdgeschoß stammt ebenfalls aus dem 16. Jahrhundert. | BDA-Hist.: Q37969628 Status: Bescheid Stand der BDA-Liste: 2025-06-30 Name: Ehem. Pfarrhof GstNr.: 79/2 Pfarrhof Sternberg                                                                           |
| ja   | Datei hochladen | Unterer Bildstock HERIS-ID: 65211 Objekt-ID: 78031                                   | Standort KG: Sand                                | Bei dem mit der Jahreszahl 1766 bezeichneten Bildstock an der Auffahrt zur Pfarrkirche St. Georg handelt es sich um einen Breitpfeiler mit figuraler Malerei. | BDA-Hist.: Q38109625 Status: § 2a Stand der BDA-Liste: 2025-06-30 Name: Unterer Bildstock GstNr.: 13 Unterer Bildstock, Sternberg                                                                    |
| ja   | Datei hochladen | Oberer Bildstock HERIS-ID: 68409 Objekt-ID: 81415                                    | Standort KG: Sand                                | Der sich südlich der Pfarrkirche befindende obere Bildstock ist ein 1844 erbauter Breitpfeiler, dessen Nische ursprünglich die gemalte Darstellung der Kreuzigung Christi enthielt. Da eine Restaurierung der nur noch fragmentarisch erhaltenen Malerei nicht mehr in Frage kam, wurde diese durch eine von Caroline Hudelist geschaffene zeitgenössische Darstellung des Erzengels Michael ersetzt. | BDA-Hist.: Q38119642 Status: § 2a Stand der BDA-Liste: 2025-06-30 Name: Oberer Bildstock GstNr.: 20                                                                                                  |
| ja   | Datei hochladen | Schloss Damtschach mit Parkanlage HERIS-ID: 68546 Objekt-ID: 81556                   | Damtschacher Straße 18 Standort KG: Trabenig     | Der 1824 angelegte englische Landschaftsgarten des in der Katastralgemeinde Umberg befindlichen, denkmalgeschützten Schlosses Damtschach, der auch hinsichtlich der gestalteten Natur denkmalgeschützt ist, erstreckt sich bis auf die Katastralgemeinde Trabenig. | BDA-Hist.: Q64765004 Status: Bescheid Stand der BDA-Liste: 2025-06-30 Name: Schloss Damtschach mit Parkanlage GstNr.: 383, 384/1, 1035 Schloss Damtschach                                            |
| ja   | Datei hochladen | Bauernhaus, Gaggl-Hube HERIS-ID: 39707 Objekt-ID: 39486                              | Terlacher Straße 64 Standort KG: Trabenig        | Bei der Gaggl-Hube handelt es sich um ein im Kern aus dem 15. Jahrhundert stammendes Wohnhaus aus Bruchsteinmauerwerk (nach dem Typus eines reichen Bauernhauses). Ursprünglich dürfte es sich um einen wehrhaften, mit Schlitzfenstern versehener Bau der Herrschaft Sternberg handeln, der im 17. Jahrhundert erweitert wurde. | BDA-Hist.: Q37990693 Status: Bescheid Stand der BDA-Liste: 2025-06-30 Name: Bauernhaus, Gaggl-Hube GstNr.: 361/2 Gaggl-Hube, Wernberg                                                                |
| ja   | Datei hochladen | Schloss Damtschach mit Parkanlage HERIS-ID: 35427 Objekt-ID: 34186                   | Damtschacher Straße 18 Standort KG: Umberg       | Das zweigeschoßige, dreiflügelige Schloss – heute im Besitz der Familie Orsini-Rosenberg – geht im Kern auf einen im frühen 16. Jahrhundert errichteten Wirtschaftshof der Burg Aichelberg zurück, der im 17. Jahrhundert als barocke Schlossanlage erweitert wurde. Die Räume im Erdgeschoß von Nord- und Westflügel sind tonnengewölbt. In den Südflügel des Schlosses ist die 1695 errichtete Schlosskirche hl. Johannes der Täufer integriert. Bemerkenswert in der kleinen Saalkirche mit Hochaltar von 1684 sind die Deckenstukkaturen. Der englische Landschaftsgarten, der sich bis auf die Katastralgemeinde Trabenig erstreckt, stammt aus dem Jahr 1824 und weist zeitypische Staffagebauten (künstliche Ruine, Aquädukt) auf. Er ist eine der wenigen Anlagen in Österreich, die auch hinsichtlich der gestalteten Natur denkmalgeschützt sind. | BDA-Hist.: Q2240596 Status: Bescheid Stand der BDA-Liste: 2025-06-30 Name: Schloss Damtschach mit Parkanlage GstNr.: .1, .2, 29/1, 29/2, 30/1, 31/1, 31/2, 31/3, .6, 562/1, 562/2 Schloss Damtschach |
| ja   | Datei hochladen | Burgruine Aichelberg (Eichelberg) HERIS-ID: 46369 Objekt-ID: 48263                   | bei Eichelburgweg 20 Standort KG: Umberg         | Die spätgotische Burganlage ist ein in Bruchsteinmauerwerk errichtetes Bauwerk aus vermutlich dem 15. Jahrhundert, die im Kern jedoch spätromanisch auf die 1. Hälfte des 13. Jahrhunderts zurückgeht. Der grob rechteckige Hauptbau ist in seiner heutigen Form noch vierstöckig. Im Osten befindet sich ein 4-geschoßiger Torbau, der als Wohnturm gestaltet war. Die befestigte Vorburg an der Südseite ist von einer mit Rundtürmen befestigten Ringmauer umgeben, deren heutige Höhe sich auf 2-4 Meter beläuft, und die einen großen Zwinger bildet. Die umfassenden Wirtschaftsgebäude und Maßwerkfenster sind nur noch in Resten erhalten. | BDA-Hist.: Q2054479 Status: Bescheid Stand der BDA-Liste: 2025-06-30 Name: Burgruine Aichelberg (Eichelberg) GstNr.: 492 Burgruine Aichelberg                                                        |
| ja   | Datei hochladen | Kath. Filialkirche hl. Bartlmä HERIS-ID: 58036 Objekt-ID: 68468                      | bei Südweg 1 Standort KG: Umberg                 | Die dem heiligen Bartholomäus geweihte Kirche wird gemeinsam mit der Kirche in Damtschach im Jahr 1431 zum ersten Mal urkundlich erwähnt. Die kleine, im Kern romanische, Saalkirche besitzt einen mit einem Spitzhelm gekrönten Dachreiter sowie (jeweils später zugebaut) eine westliche Vorhalle und eine nördliche Sakristei. An der Südwand der Kirche befindet sich ein hochliegendes romanisches Schlitzfenster. Durch das spitzbogige Westportal gelangt man in das saalartige Langhaus, welches mit einer Flachdecke versehen ist. Das Langhaus mündet über den halbkreisförmigen Triumphbogen, dessen Kämpfer vermutlich romanischen Ursprungs sind, in den eingezogenen, quadratischen Chor mit Stichkappentonnengewölbe. Der Hochaltar mit Säulen und Akanthusschmuck stammt aus dem ersten Viertel des 18. Jahrhunderts. Das Altarblatt, welches den heiligen Bartholomäus darstellt, ist auf der Rückseite mit Joh. Bartl Mahler 1860 bezeichnet. Der linke Seitenaltar, ebenfalls dem Kirchenpatron geweiht, ist in der Form einer kleinen Ädikula mit kannelierten Pilastern und kleinen seitlichen Lateralwangen errichtet. Das Altarbild stellt das Martyrium von Bartholomäus dar. Die bemerkenswerte spätgotische Figur des Heiligen wurde im vierten Viertel des 15. Jahrhunderts gefertigt. Die heiligen Petrus und Paulus sind auf der linken bzw. rechten Seite des Altars in Bildern dargestellt. | BDA-Hist.: Q38080112 Status: § 2a Stand der BDA-Liste: 2025-06-30 Name: Kath. Filialkirche hl. Bartlmä GstNr.: .73 Filialkirche hl. Bartlmä, Ragain, Wernberg                                        |
| ja   | Datei hochladen | Grabmal F. W. Jöchlinger von Jochenstein HERIS-ID: 65441 Objekt-ID: 78269seit 2017   | bei Stallhofener Straße 2 Standort KG: Umberg    | Am Friedhof Damtschach befindet sich der Marmorgrabstein des Reichsfreiherrn Felix Wolfgang Jöchlinger von Jochenstein (gest. 1846). | BDA-Hist.: Q38110303 Status: Bescheid Stand der BDA-Liste: 2025-06-30 Name: Grabmal F. W. Jöchlinger von Jochenstein GstNr.: 1/1 Grabmal Felix Wolfgang Jöchlinger von Jochenstein                   |
| ja   | Datei hochladen | Friedhofskapelle HERIS-ID: 65206 Objekt-ID: 78025                                    | bei Stallhofener Straße 2 Standort KG: Umberg    | In der kleinen, gemauerten Nischenkapelle befinden sich zwei fast lebensgroße Schnitzfiguren der Heiligen Maria und des Heiligen Johannes (von einer Kreuzigungsgruppe aus der ersten Hälfte des 18. Jahrhunderts). | BDA-Hist.: Q38109615 Status: § 2a Stand der BDA-Liste: 2025-06-30 Name: Friedhofskapelle bei der Pfarrkirche GstNr.: 1/1                                                                             |
| ja   | Datei hochladen | Kath. Filialkirche hl. Matthäus und Friedhof HERIS-ID: 55021 Objekt-ID: 63497        | gegenüber Umberger Straße 53 Standort KG: Umberg | Die dem heiligen Matthäus geweihte Filialkirche in Umberg wurde erstmals 1452 urkundlich erwähnt, erbaut wurde sie vermutlich zwischen 1432 und 1452. Die Kirche wurde mehrmals von Bränden heimgesucht, so 1838 und 1914. Es handelt sich um einen kleinen, gotischen Bau mit einem von einem Spitzhelm bekrönten westlichen Vorhallenturm. Im Boden der Vorhalle ist befindet sich eine romanische Grabplatte. Die Sakristei ist im Norden des Presbyteriums angebaut. Am rundbogigen Westportal ist noch das gotische Schloss erhalten. An der Südfassade des Langhauses ist ein Wandbild aus dem 15. Jahrhundert angebracht, welches den heiligen Christophorus darstellt. Im Inneren wird das zweijochige Langhaus von Platzlgewölbe mit Gurtbögen überwölbt. Die gemauerte Empore besteht aus drei Achsen und wird von Holzstützen getragen. Das Langhaus mündet in den stichkappentonnengewölbten Chor mit 5/8-Schluss. Der barocke Hochaltar mit Säulen, Akanthusschmuck und Tabernakel wurde um 1700 errichtet. Seine gotische Madonnenstatue mit Kind wurde um 1500 gefertigt. Die Altarretabel zeigt ein Bild des heiligen Matthäus. Der schlicht gehaltene Seitenaltar mit einem Altarblatt, das den heiligen Valentin darstellt, stammt aus dem Jahr 1657. Die einfache Kanzel geht auf das Ende des 18. Jahrhunderts zurück. Die neben der Altarmadonna bemerkenswerteste Statue ist die spätgotische Figur des heiligen Johannes Evangelist, die zwischen 1470 und 1480 gefertigt wurde und sich heute in der Sakristei befindet. Eine Ecce-Homo-Skulptur stammt vom Ende des 17. Jahrhunderts. Der die Kirche umgebende kleine Friedhof ist seit 1658 nachgewiesen. | BDA-Hist.: Q38063359 Status: § 2a Stand der BDA-Liste: 2025-06-30 Name: Kath. Filialkirche hl. Matthäus und Friedhof GstNr.: .45, 1/1 Filialkirche hl. Matthäus, Umberg, Wernberg                    |
| ja   | Datei hochladen | Kapelle zum kostbaren Blut, ehem. Katharinenkapelle HERIS-ID: 65213 Objekt-ID: 78033 | Klosterweg 2 Standort KG: Wernberg I             | Die Fassade der Schlosskirche zum kostbaren Blut ist mit Pilastern, Architektur- und Rankenstuck geschmückt. Das Innere der Saalkirche, vierjochig und mit stuckierten Pilastern gegliedert, wird von einer Flachtonne mit Stichkappen überwölbt. Eine doppelstöckige Empore befindet sich im Osten. Stuckaturen der Wessobrunner Schule und Fresken des Josef Ferdinand Fromiller (aus den Jahren 1730/1740) zieren den Innenraum. Die Mitte der Decke und der Hochaltar zeigen Illusionsmalereien (erstere zeigt eine Kuppel). | BDA-Hist.: Q64765099 Status: § 2a Stand der BDA-Liste: 2025-06-30 Name: Kapelle zum kostbaren Blut, ehem. Katharinenkapelle GstNr.: .31 Schlosskirche Wernberg                                       |
| ja   | Datei hochladen | Ehem. Schloss Wernberg HERIS-ID: 36314 Objekt-ID: 35176                              | Klosterweg 2 Standort KG: Wernberg I             | Das Schloss Wernberg, heute ein Kloster, ist ein dreigeschoßiger Renaissancebau, dessen drei Trakte einen Hof mit zweistöckigen Laubengängen umgeben. Das Schloss hat vier wuchtige Ecktürme. Einige Räume haben schöne Stuckdecken, der Prälatensaal auch eine illusionistische Kuppelmalerei. Ein Vorgängerbau wurde bereits 1227 urkundlich erwähnt. | BDA-Hist.: Q2244097 Status: § 2a Stand der BDA-Liste: 2025-06-30 Name: Ehem. Schloss Wernberg GstNr.: .31, .32, .33, 459, 461, 462 Schloss Wernberg                                                  |
| ja   | Datei hochladen | Bildstock HERIS-ID: 36313 Objekt-ID: 35175                                           | bei Triester Straße 1 Standort KG: Wernberg I    | Beim Wernberger Kreuz handelt es sich um eine Bildsäule mit einem reliefierten Würfelaufsatz. Am Dachkreuz befindet sich die Bezeichnung 1578. Der Rundpfeiler zeigt zwei Wappenschilder: Das erste (mit der Jahreszahl 1767) zeigt das Wappen der Äbte von Ossiach, das zweite das der Familie Khevenhüller. Der Würfel zeigt auf seinen vier sichtbaren Seiten je ein Relief aus dem Leben Jesu: seine Geburt, die Kreuzigung, seine Auferstehung sowie die Himmelfahrt Christi. Eine vierseitige Pyramide bildet das Dach der Bildsäule, welche die nördliche Grenze des ehemaligen Landesgerichtes Wernberg markiert. | BDA-Hist.: Q37969603 Status: Bescheid Stand der BDA-Liste: 2025-06-30 Name: Bildstock GstNr.: .16/1 Wernberger Kreuz                                                                                 |
| ja   | Datei hochladen | Kath. Pfarrkirche hl. Margareta und Friedhof HERIS-ID: 58034 Objekt-ID: 68466        | Gottestal Standort KG: Wernberg I                | Ein gotischer Kirchenbau aus dem 15. Jahrhundert ist im sternrippengewölbten Langhaus erhalten; Chor, Turm und Sakristei gehen auf Um- und Ausbauten des 19. Jahrhunderts zurück. An der Langhaus-Südwand ist eine bemerkenswerte Steinfigur aus dem 14. Jahrhundert. Zur Einrichtung gehören ein gotischer Taufstein, ein barocker Hochaltar und einige barocke Figuren, und ein neugotischer Seitenaltar. | BDA-Hist.: Q18024887 Status: § 2a Stand der BDA-Liste: 2025-06-30 Name: Kath. Pfarrkirche hl. Margareta und Friedhof GstNr.: .60, 668 Pfarrkirche hl. Margareta, Gottestal (Wernberg)                |